# Doigravanje za prvaka Federacije BiH u nogometu 1998.
Po završetku sezone 1997./98. bilo je predviđeno da se odigra doigravanje za prvaka Bosne i Hercegovine u nogometu na koji bi se kvalificiale najbolje momčadi iz liga Prve lige NS BiH, Prve lige Herceg-Bosne i Prve lige Republike Srpske. Predstavnici Republike Srpske su odustali od doigravanja, pa je doigravanje igrano za Federaciju BiH. 

Prvak doigravanja je postao Željezničar iz Sarajeva, koji je uz doprvaka – Sarajevo ostvario i plasman u Kup UEFA.

## Sudionici
| NS BiH 1. Bosna Visoko 2. Čelik Zenica 3. Sarajevo 4. Željezničar Sarajevo | Prva liga Herceg-Bosne 1. Široki Brijeg 2. Zrinjski Mostar |

## Ljestvice i rezultati
| mj. | klub        | ut. | pob. | ner. | por. | gol+ | gol- | bod |
| --- | ----------- | --- | ---- | ---- | ---- | ---- | ---- | --- |
| 1.  | Željezničar | 2   | 2    | 0    | 0    | 5    | 1    | 6   |
| 2.  | Bosna       | 2   | 1    | 0    | 1    | 3    | 3    | 3   |
| 3.  | Zrinjski    | 2   | 0    | 0    | 2    | 1    | 5    | 0   |

| mj. | klub          | ut. | pob. | ner. | por. | gol+ | gol- | bod |
| --- | ------------- | --- | ---- | ---- | ---- | ---- | ---- | --- |
| 1.  | Sarajevo      | 2   | 1    | 1    | 0    | 2    | 1    | 4   |
| 2.  | Široki Brijeg | 2   | 1    | 0    | 1    | 6    | 2    | 3   |
| 3.  | Čelik         | 2   | 0    | 1    | 1    | 2    | 7    | 1   |

### Utakmica za prvaka
| 5. lipnja 1998. | Sarajevo | Koševo | Željezničar | 1:0 | Sarajevo |